# Huni (jugador)
Seong Hoon Heo (Seül, 25 de desembre del 1997) conegut pel seu nom de jugador Huni, va ser un jugador professional d'eSports del MOBA League of Legends.

## Biografia
En els seus inicis va iniciar-se a l'escena competitiva al seu país d'origen, Corea del Sud, com un jugador en pràctiques dins el conjunt d'equips Samsung Galaxy (Durant la dècada del 2000 Samsung va entrar a l'escena dels esports electrònics com a principal accionista i marca publicitària de 3 equips coreans de primer nivell: Samsung White, Samsung Blue i Samsung Team).
La primera vegada que Huni va participar com a jugador de primer nivell, va ser a l'equip Europeu Fnatic l'any 2015 com a top-laner juntament amb el seu compatriota Reignover com a jungla. Huni mai havia participat en un equip com a jugador "titular" fins aleshores. A Corea, havia tingut un paper de substitut però mai se l'havia necessitat en partits de primer nivell.
La primera temporada en la qual Huni va intervenir, l'equip europeu va guanyar la temporada regular primaveral i d'estiu, del servidor Europeu. Huni va ser recompensat amb el premi de millor jugador debutant i el de millor top-laner. En l'any que Huni va passar a Fnatic va participar en dues temporades regulars de primavera i una d'estiu, un campionat mundial, en el qual va quedar semifinalistes, un All-Star, en el qual van quedar semifinalistes en les modalitats de "One for All" i en els "Playoffs Regionals", i finalistes en la modalitat competitiva 5vs5.

## Assoliments

### En equip
| Data       | Torneig                                             | Resultat |        |
| ---------- | --------------------------------------------------- | -------- | ------ |
| 2015-12-13 | All-Star Los Angeles 2015                           |          | Segon  |
| 2015-12-13 | All-Star Los Angeles 2015 - Regional Match Playoffs |          | Segon  |
| 2015-12-13 | All-Star Los Angeles 2015 - Tandem Mode             |          | Primer |
| 2015-12-13 | All-Star Los Angeles 2015 - One for All             |          | Segon  |
| 2015-10-25 | 2015 World Championship                             |          | Segon  |
| 2015-08-23 | 2015 EU LCS Summer                                  |          | Primer |
| 2015-05-09 | 2015 Mid-Season Invitational                        |          | Segon  |
| 2015-04-19 | 2015 EU LCS Spring                                  |          | Primer |

### Individual
| Data       | Torneig            | Trofeu                  | Equip amb el qual competia |
| ---------- | ------------------ | ----------------------- | -------------------------- |
| 2015-08-19 | 2015 EU LCS Summer | Millor Top-Laner        | FNATIC                     |
| 2015-03-27 | 2015 EU LCS Spring | Millor jugador Debutant | FNATIC                     |